# Soutirage
 (mai 2021).
Si vous disposez d'ouvrages ou d'articles de référence ou si vous connaissez des sites web de qualité traitant du thème abordé ici, merci de compléter l'article en donnant les références utiles à sa vérifiabilité et en les liant à la section « Notes et références ».

Phases de soutirage.
A : Avant soutirage
B : Après soutirage
1 : Moût ou vin clair
2 : Bourbes ou lies fines
3 : Bourbes ou lies épaisses

Le soutirage est une technique utilisée lors de l'élaboration de la bière ou du vin. 
Le soutirage consiste à changer une boisson fermentée de contenant, notamment afin d'éliminer les particules qui se sont déposées au fond. 

## Œnologie
Lors de la production du vin, plusieurs soutirages peuvent avoir lieu. L'objectif est de récupérer le liquide clair et d'éliminer les précipités.
Les particules sédimentent naturellement dans le vin si celui-ci ne subit pas de mouvements, cela peut prendre de quelques heures à plusieurs semaines, en fonction de la taille des particules, de la température, de l’acidité, et du potentiel de charge du vin.

### Différentes étapes du processus
Avant fermentation, pour les futurs vins blancs et rosés, un soutirage du jus clair (moût) est effectué après un débourbage. 
Lors d'un soutirage  après une fermentation alcoolique ou une fermentation malolactique, les particules qui ont sédimenté sont appelées les lies. 
Dans le cas de soutirages après un collage les particules sont les résidus de colle, et lors d'une stabilisation tartrique par le froid, l'élément précipité est du tartre (bitartrate de potassium, ou tartrate de calcium).

### Effets sur le vin
Lors de ce procédé, le vin est oxygéné, contribuant à son évolution ; cependant, cet apport d'oxygène doit être limité au maximum pour éviter des phénomènes d'oxydation du vin. Pour protéger le vin de l’oxydation, un travail sous gaz inerte ou un sulfitage préalable peuvent être nécessaires. Lors de cette opération, le vin peut être dégazé : l'excès de CO2 issu de la fermentation redevient gazeux et s'échappe du vin.

### Soutirage de cuve

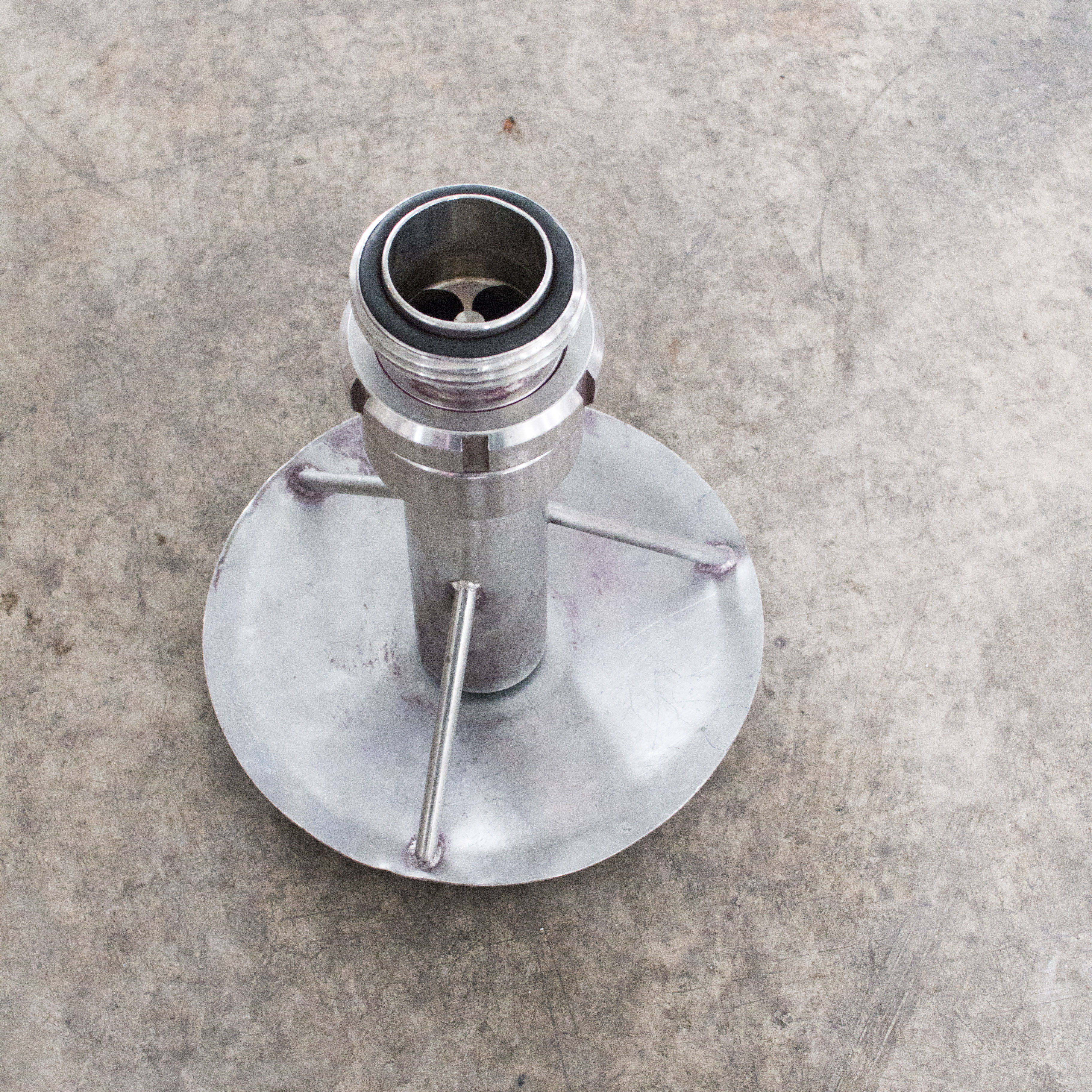
Débourbeur

Le vin est soutiré par une vanne située en bas de la cuve. Il est pompé dans une autre cuve. 
Plusieurs types de vannes existent, en général une première est située au plus bas, permettant de récupérer la totalité du contenu. Une deuxième vanne est placée environ dix à cinquante centimètres au-dessus du fond, parfois avec un coude articulé afin d'ajuster la hauteur, permettant de ne pas aspirer le dépôt au fond de la cuve lors du soutirage.
Lorsque la cuve est munie d'une porte, il est possible de soutirer en ouvrant cette porte, et de passer le tuyau par cette dernière. Cela offre une meilleure visibilité sur le travail effectué, dans ce cas il est possible d'utiliser un débourbeur, ou assiette de soutirage.

### Soutirage de fût
Dans le cas d'un élevage en barrique, le vin peut être soutiré par le trou de bonde, ou par le broquereau. 
Le soutirage peut se faire en faisant couler le vin par gravité d'une barrique dans une autre située en contrebas par exemple. Le vin peut également être pompé dans une cuve d'assemblage, ou poussé par une mise sous pression du fût.
Une canne de soutirage peut être utilisée, elle plonge quasiment jusqu'au fond du fût. Sa hauteur peut être ajustée pour ne pas soutirer les lies qui se trouvent dans le fond, manuellement ou au moyen d'un guide, généralement une vis réglable. Un mireur permet de vérifier la clareté du vin soutiré. Une vanne permet de contrôler le soutirage.

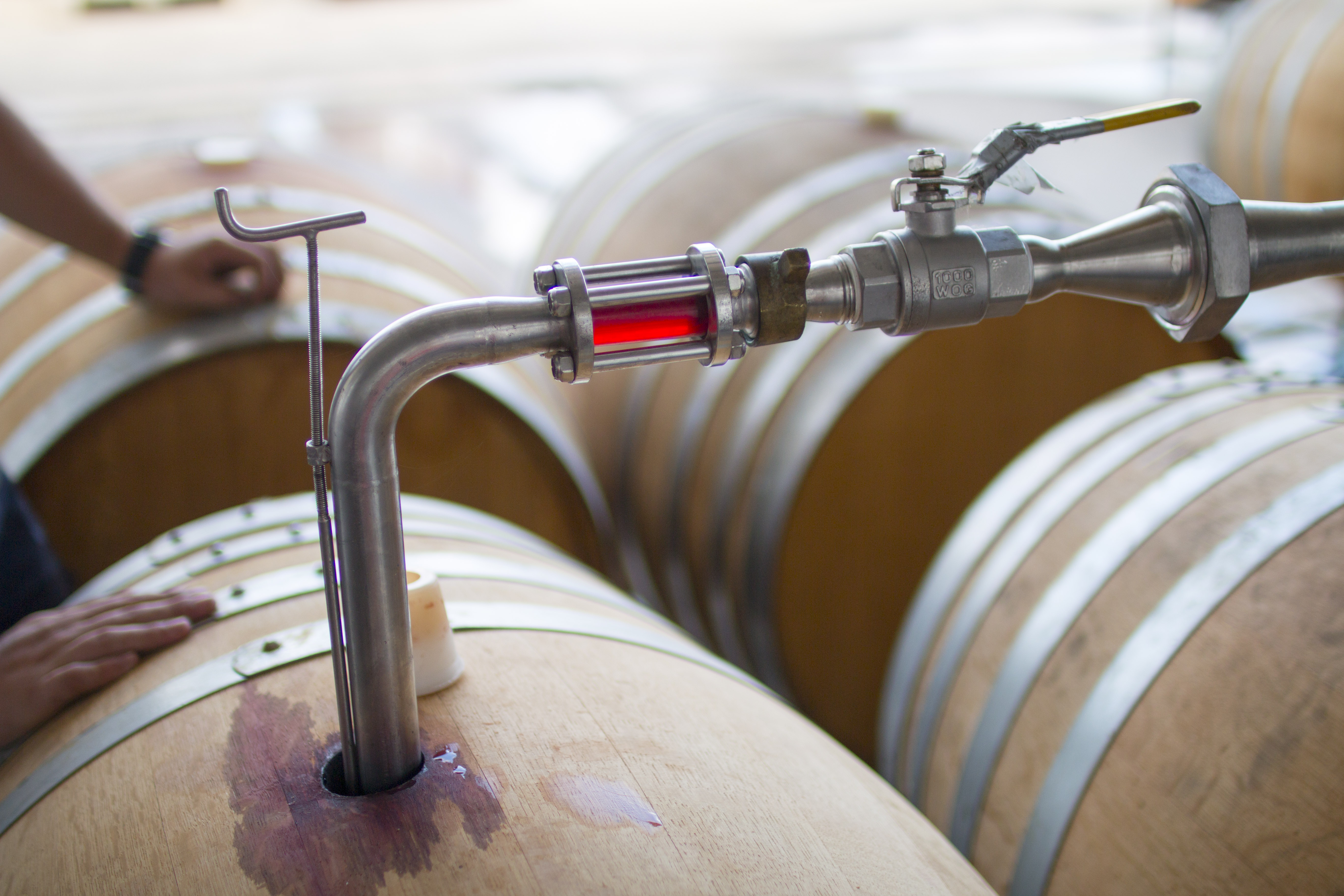
Canne de soutirage avec un mireur permettant de vérifier la clarté du vin soutiré, et de ne pas aspirer de sédiments.
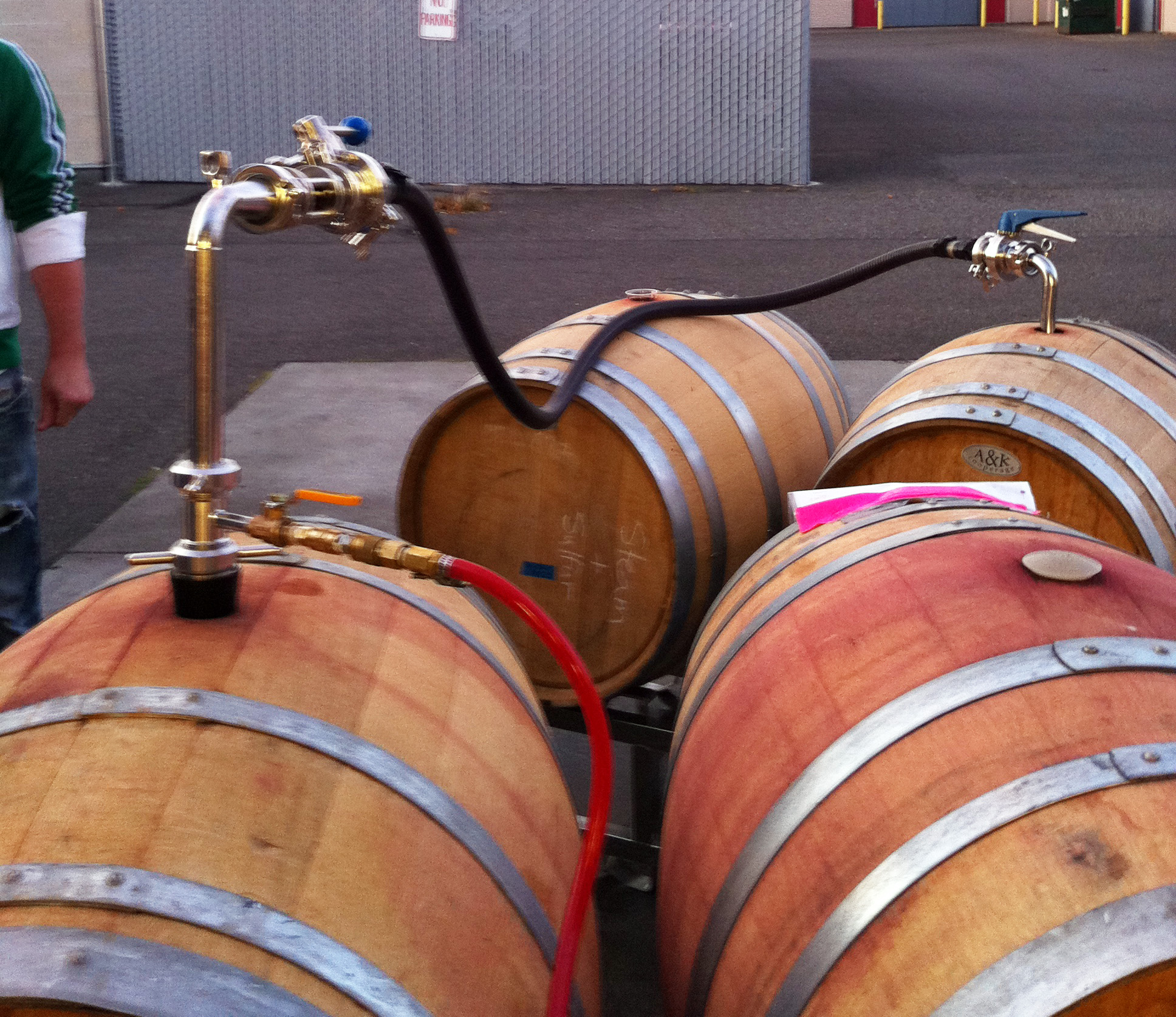
Soutirage sous pression avec une canne à soutirer, d'un fût à un autre
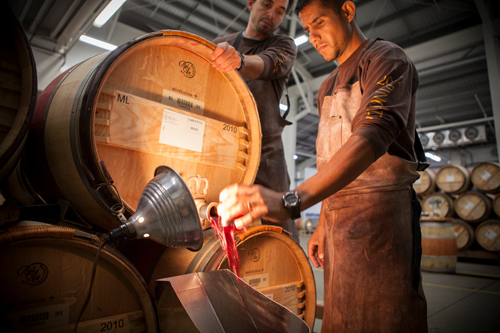
Soutirage par le broquereau d'un fût de vin, par gravité

## Bière
Le soutirage intervient lors de l'embouteillage de la bière. Il peut se faire manuellement (brassage amateur) ou automatiquement (brasserie). C'est une opération délicate qui expose la bière aux microbes évoluant dans l'atmosphère. Il faut donc agir vite avec des règles d'aseptisation strictes.
Les brasseries et les usines d'embouteillage utilisent le soutirage isobarométrique (sous pression) afin d'éviter toute contamination, oxydation ou formation de mousse excédentaire. La soutireuse fait ainsi le vide dans la bouteille, la remplit de gaz carbonique puis enfin de bière en prenant soin de la faire mousser légèrement jusqu'à déborder afin d'éviter tout contact extérieur. Il suffit alors d'encapsuler hermétiquement. Il en va de même pour les fûts qui sont aussi stérilisés puis remplis à l'abri de l'air.